# Techno-thriller
Pour les articles homonymes, voir Techno (homonymie) et Thriller.
 (mai 2017).
Si vous disposez d'ouvrages ou d'articles de référence ou si vous connaissez des sites web de qualité traitant du thème abordé ici, merci de compléter l'article en donnant les références utiles à sa vérifiabilité et en les liant à la section « Notes et références ».
Le techno-thriller est un genre de la littérature, du cinéma, du jeu vidéo et de la bande dessinée populaires. Il consiste à développer une intrigue contemporaine de politique-fiction catastrophe (guerre, menace terroriste majeure, etc) dont la résolution passe par l'usage de moyens militaires de haute technologie et par des actes héroïques individuels. 

## Historique
Le techno-thriller, en tant que genre défini et reconnu, est un genre très récent. Si plusieurs œuvres du style ont été produites avant les années 1980, la plupart des amateurs du genre s'accordent à dire que le réel fondateur du techno-thriller est le romancier américain Tom Clancy. C'est pourquoi, on peut considérer Octobre rouge, sa toute première œuvre écrite en 1984, comme l'œuvre fondatrice et le réel point de départ du genre. 
Mais, pour dʼautres, ce serait plutôt au romancier britannique Frederick Forsyth quʼon devrait les premières tentatives. Tom Clancy lʼappelle le  « précurseur » . 
Toutefois, un bref regard en arrière indique l'existence du genre avant toute théorisation. Ainsi, plusieurs œuvres de science-fiction présentent certaines caractéristiques qui tendraient à les rapprocher du techno-thriller. Pour n'en citer qu'une : La Guerre des mondes (1898) de H. G. Wells, sans compter les romans de Jules Verne. On retrouve dans le roman les éléments type du genre débattu que sont le contexte politique, la rigueur de la recherche scientifique, le souci de crédibilité et de plus, dans l'adaptation radiophonique de 1938 d'Orson Welles, le présent (proche).

## Principes
Le mot techno-thriller est composé de deux mots. Le premier étant une abréviation de technologie et le deuxième rappelant que le techno-thriller est, à la base, un sous-genre du thriller. Dès lors, il possède bien entendu la caractéristique commune à tous les dérivés du genre qui est de chercher à susciter chez le public, une sensation de peur ou d'angoisse. Le techno-thriller use du suspense, de multiples rebondissements et d'intrigues parallèles qui viennent contrecarrer ou compléter l'intrigue principale.
Le techno-thriller est un genre lié au conflit, à la guerre, qu'elle soit ouverte ou fermée, c'est-à-dire secrète. Parmi les intrigues les plus abordées, il y a notamment la menace de mort d'un homme fort du gouvernement, voire du chef de l'État, le détournement d'un appareil (tel un sous-marin nucléaire), la lutte contre le terrorisme et la criminalité organisée ou encore contre la contrebande. Se superpose donc au conflit un aspect politique, bien souvent au centre de l'action, le héros étant généralement un membre ou un agent du gouvernement ou chargé de protéger un membre du gouvernement. Le côté scientifique est également souvent présent et on remarque d'ailleurs que certains des auteurs sont à la base des ingénieurs, comme Frank Thilliez (Puzzle, Rêver) ou Agneta Gerson (Projet Arthemis).
Une autre caractéristique du genre est la proximité temporelle du récit (habituellement un futur proche). Cette proximité se retrouve au service du procédé narratif visant à maximiser la vraisemblance. Et c'est là que l'aspect technologique intervient ; le souci de la vraisemblance faisant appel à la description précise des systèmes d'armes ou des engins de guerre les plus récents et les plus secrets. La technologie est largement décrite et joue pour beaucoup dans l'intelligence de l'intrigue. Les auteurs du techno-thriller se basent sur un énorme travail de documentation afin de réaliser leurs œuvres. Ainsi, le roman Octobre rouge de Tom Clancy a été salué par le président des États-Unis Ronald Reagan pour la précision et la rigueur du romancier dans la mise au point du récit, qualifiant le travail fourni de « roman parfait ».
Tom Clancy conclut son roman La Somme de toutes les peurs , adapté au cinéma et dans lequel il est question de la fabrication d'une bombe atomique, par ces mots : « J'ai été d'abord amusé puis sidéré, en découvrant à quel point il serait facile de mener à bien un tel projet de nos jours ».
Nombre d'auteurs sont d'anciens officiers de l'armée ou passionnés d'aventures et de guerre. Par exemple, Michael DiMercurio est un ancien officier de communication d'un sous-marin et Clive Cussler est un ancien chasseur d'épaves. Ce sentiment d'idéal patriotique entretenu dans les techno-thrillers, avec souvent la présence d'un héros unique et récurrent, est le propre de la culture américaine. Il n'est donc ainsi pas étonnant que le genre soit essentiellement pratiqué outre-atlantique... du moins en roman.
Depuis le début du troisième millénaire, le genre techno-thriller s'est très fortement diffusé à travers le monde entier avec la série télévisée américaine 24 heures chrono. D'autre part, le genre connait également un franc succès en bande dessinée avec notamment XIII et en jeux vidéo avec Splinter Cell.

## Œuvres typiques du genre

### Littérature
- Le Cinquième Cavalier (1980) de Dominique Lapierre et Larry Collins.
- À la poursuite d'Octobre Rouge (1984), Tempête rouge (1986) et La Somme de toutes les peurs (1991) de Tom Clancy.
- Le 10 juin 1999 (1994) de Eric L. Harry.
- Seawolf - Mission de la dernière chance (1994) de Michael DiMercurio.
- Plusieurs romans de Michael Crichton.
- Rêver de Franck Thilliez.
- Guerres sous-marines de Claude-Jean Siré.
- Les romans de Dale Brown, notamment The Flight of the Old dog.
- Mutinerie sur le Shark, de Patrick Robinson.
- Génocide(s) (2011) de Kazuaki Takano.
- Projet Arthemis (2018) de Agneta Gerson.
- SAIA (2019), de Guillaume Madelpuech.
- Moi, Omega (2023) d'Erwan Barillot.

### Cinéma
- Le Cerveau d'acier (Joseph Sargent, 1970)
- Wargames (1983) et sa suite Wargames: The Dead Code (2008)
- Poursuite (1996)
- La Somme de toutes les peurs (Phil Alden Robinson, 2002)
- Paycheck (2003)
- Hacker (Michael Mann, 2015)

### Télévision
- L'Homme de papier (1971)
- 24 heures chrono
- La Troisième Guerre mondiale
- Mr. Robot

### Animation
- Patlabor (Mamoru Oshii, 1989)
- Patlabor 2 (Mamoru Oshii, 1993)

### Bande dessinée
- Les Vampires attaquent la nuit suivi de la Terreur vient du ciel (Les Aventures de Tanguy et Laverdure) (1971) de Jean-Michel Charlier et Jijé.
- Opération Apocalypse (Buck Danny) de Jean-Michel Charlier et Francis Bergèse.
- XIII de Jean Van Hamme et William Vance.
- Alpha de Youri Jigounov et Mythic.

### Jeux vidéo
- La série des Metal Gear.
- Final Fantasy VII
- Deus Ex
- Act of War: Direct Action et son extension, High Treason.
- Les séries de jeux labellisés Tom Clancy (séries Ghost Recon, Rainbow Six, Splinter Cell ; jeux H.A.W.X et EndWar).